# Дяченко Сергій Степанович
Сергій Степанович Дяченко (нар. 24 вересня (6 жовтня) 1898, селище Нова Басань, Київська губернія, Російська імперія; нині Ніжинський район, Чернігівська область — 21 січня 1992, Київ) — український мікробіолог, вірусолог, інфекціоніст, історик мікробіології, доктор медичних наук (1941), професор (1945), Заслужений діяч науки УРСР (1967).

## Біографія
1919 р. закінчив Чернігівську земську фельдшерську школу (нині Чернігівський базовий медичний коледж), надалі 3 роки працював санітарним інспектором та протиепідемічним фельдшером. Протягом 1922—1927 років навчався в Київському медичному інституті. По закінченню його працював у Ніжині ординатором міської інфекційної лікарні та водночас санітарним лікарем. Одночасно викладав у Ніжинському інституті народної освіти.
Наприкінці 1929 року вступив до інтернатури з мікробіології при Київському санітарно-бактеріологічному інституті, по закінченню якої запрошений на наукову роботу. Тут він пропрацював до 1963 року почавши з посади молодшого наукового співробітника, послідовно надалі був старшим науковим співробітником, завідувачем антигенної лабораторії, мікробіологічного відділу та науковим консультантом інституту, а протягом 1943—1951 рр. — заступником директора з наукової роботи.
З 1935 року на кафедрі мікробіології Київського медичного інституту, був асистентом, потім доцентом цієї кафедри. Науковий ступінь кандидата медичних наук йому було присуджено за сукупністю робіт у 1936 році. Захистив докторську дисертацію 1941 року, його науковим консультантом був завідувач кафедри, член-кореспондент Всеукраїнської академії наук, професор Марко Петрович Нещадименко.
1938 року відбув ув'язнення за звинуваченням у шкідництві, яке було інспіроване НКВС.
У грудні 1943 року обраний завідувачем кафедри мікробіології санітарно-гігієнічного і педіатричного факультетів Київського медичного інституту. Паралельно ще з 1936 року в цьому інституті було дві кафедри мікробіології, ще одна була в складі лікувального факультету. З 14 листопада 1944 року кафедри було об'єднано в одну під головуванням Сергія Степановича Дяченко. Протягом усього періоду викладання в інституті вів заняття українською мовою, хоча у той час це не віталося і практично на всіх кафедрах велося російською мовою (при цьому був членом КПРС, 1967). Він завідував кафедрою до 1973 року, а надалі до кінця свого життя був її науковим консультантом.
Помер на 94-му році життя, похований на Байковому кладовищі.

### Сім'я
- Донька — доктор біологічних наук, професор, член-кор. НАН України Наталія Дяченко (11 червня 1936 — 16 листопада 2003).
- Син — психіатр, генетик, сценарист та письменник-фантаст, який писав фантастичні твори в тандемі зі своєю дружиною Мариною, Сергій Дяченко (нар. 14 квітня 1945 — 5 травня 2022).

## Наукові здобутки
Його роботи були присвячені вивченню антигенної структури патогенних мікроорганізмів кишкової групи, зокрема, антигену вірулентності збудника черевного тифу; дослідженню етіології деяких інфекційних захворювань; розробці методів мікробіологічної і вірусологічної діагностики, узагальненню досвіду їхнього використання; вивченню деяких механізмів імунітету; розумінню філософських питань мікробіології і вірусології; дослідженню маловідомих сторінок історії мікробіології та вірусології в Україні.
Науковий доробок становить 223 наукові праці, з них широко відомі класичні посібники «Мікробіологічні методи діагностики інфекційних хвороб» та «Патогенні віруси людини», 12 монографій, зокрема «Цереброспінальний менінгіт», та 8 науково-популярних книжок. Він був науковим керівником у 55 кандидатів наук, консультантом 4 докторів наук. Учнями Сергія Степановича є, зокрема, професори Олександр Тишко та Володимир Широбоков, який з 1979 року очолив кафедру, якою керував його вчитель.
Нагороджений низкою урядових нагород. Багато років він був членом Правління Республіканського товариства «Знання» та медичної секції Товариства «Україна», членом Президії Українського товариства мікробіологів, епідеміологів та інфекціоністів, членом Вченої медичної ради МОЗ України, редколегії «Мікробіологічного журналу».
На фасаді санітарно-гігієнічного корпуса Національного медичного університету імені О. О. Богомольця за адресою Берестейський проспект, 34, є меморіальна дошка, на якій викарбувано: «З 1967 по 1992 рік тут працював видатний вчений, професор Сергій Степанович Дяченко».